# Élections municipales de 2021 à Saguenay
Les élections municipales de 2021 à Saguenay se déroulent le 7 novembre 2021.

## Candidats
| Candidat              | Domaine professionnel       | Parti | Parti                            |
| --------------------- | --------------------------- | ----- | -------------------------------- |
| Josée Néron           | Comptabilité                |       | Équipe du renouveau démocratique |
| Claude Côté           | Syndicalisme                |       | Unissons Saguenay                |
| Catherine Morissette  | Coiffure                    |       | Indépendant                      |
| Julie Dufour          | Éducation spécialisée       |       | Indépendant                      |
| Serge Simard          | Administration des affaires |       | Indépendant                      |
| Dominic Gagnon        | Médecine                    |       | Indépendant                      |
| Jacinthe Vaillancourt | Administration des affaires |       | Indépendant                      |

| Parti | Parti                            | Candidats | Candidats            | Total |
| Parti | Parti                            | Mairie    | Conseiller municipal | Total |
| ----- | -------------------------------- | --------- | -------------------- | ----- |
|       | Équipe du renouveau démocratique | 1         | 4                    | 5     |
|       | Unissons Saguenay                | 1         | 8                    | 9     |
|       | Indépendants                     | 4         | 29                   | 33    |
| Total | Total                            | 6         | 41                   | 47    |

## Résultats

### Mairie
| Candidat              | Candidat              | Parti                            | Voix                | %                   |
| --------------------- | --------------------- | -------------------------------- | ------------------- | ------------------- |
|                       | Julie Dufour          | Indépendante                     | 25 412              | 47,50               |
|                       | Josée Néron           | Équipe du renouveau démocratique | 16 390              | 20,63               |
|                       | Serge Simard          | Indépendant                      | 5 684               | 10,62               |
|                       | Catherine Morissette  | Indépendante                     | 2 622               | 4,90                |
|                       | Claude Côté           | Unissons Saguenay                | 2 116               | 3,95                |
|                       | Jacinthe Vaillancourt | Indépendante                     | 1 278               | 2,39                |
|                       | Dominic Gagnon        | Indépendant                      | Candidature retirée | Candidature retirée |
|                       |                       |                                  |                     |                     |
| Bulletins valides     | Bulletins valides     | Bulletins valides                | 53 502              | 99,12               |
| Bulletins rejetés     | Bulletins rejetés     | Bulletins rejetés                | 477                 | 0,88                |
| Total                 | Total                 | Total                            | 53 979              | 100                 |
| Abstentions           | Abstentions           | Abstentions                      | 61 092              | 54,09               |
| Taux de participation | Taux de participation | Taux de participation            | 115 071             | 46,91               |

### Districts électoraux

#### Résumé
| Parti                  | Parti                            | Candidats              | Voix    | %     | +/-   | Sièges | +/-           |
| ---------------------- | -------------------------------- | ---------------------- | ------- | ----- | ----- | ------ | ------------- |
|                        | Unissons Saguenay                | 8                      | 4 484   | 10,33 | Nv.   | 0      | en stagnation |
|                        | Équipe du renouveau démocratique | 4                      | 4 216   | 9,71  | 21,87 | 1      | 2             |
|                        | Indépendants                     | 29                     | 34 698  | 79,95 | -     | 14     | 3             |
|                        |                                  |                        |         |       |       |        |               |
| Suffrages exprimés     | Suffrages exprimés               | Suffrages exprimés     | 43 398  | 80,40 |       |        |               |
| Votes nuls             | Votes nuls                       | Votes nuls             | 10 581  | 19,60 |       |        |               |
| Total                  | Total                            | Total                  | 53 979  | 100   | -     | 15     | en stagnation |
| Abstention             | Abstention                       | Abstention             | 61 092  | 46,91 |       |        |               |
| Inscrits/Participation | Inscrits/Participation           | Inscrits/Participation | 115 071 | 53,09 |       |        |               |

#### Jonquière
|          | Jimmy Bouchard | Indépendant | Élu sans opposition | Élu sans opposition |  |  |  |
|          |                |             |                     |                     |  |  |  |
| Inscrits | Inscrits       | Inscrits    | 8 107               |                     |  |  |  |

|                        | Claude Bouchard          | Indépendant            | 2 050 | 49,91 |  |  |
|                        | Daniel Tremblay-Larouche | Indépendant            | 1 187 | 28,90 |  |  |
|                        | Stéphanie Hovington      | Indépendant            | 738   | 17,97 |  |  |
|                        | Marieve Ruel             | Unissons Saguenay      | 132   | 3,21  |  |  |
|                        |                          |                        |       |       |  |  |
| Suffrages exprimés     | Suffrages exprimés       | Suffrages exprimés     | 4 107 | 98,61 |  |  |
| Votes nuls             | Votes nuls               | Votes nuls             | 58    | 1,39  |  |  |
| Total                  | Total                    | Total                  | 4 165 | 100   |  |  |
| Abstention             | Abstention               | Abstention             | 3 473 | 45,47 |  |  |
| Inscrits/Participation | Inscrits/Participation   | Inscrits/Participation | 7 638 | 54,53 |  |  |

|                        | Michel Thiffault       | Indépendant            | 2 149 | 76,40 |  |  |
|                        | Laurence Berger        | Unissons Saguenay      | 664   | 23,60 |  |  |
|                        |                        |                        |       |       |  |  |
| Suffrages exprimés     | Suffrages exprimés     | Suffrages exprimés     | 2 813 | 96,83 |  |  |
| Votes nuls             | Votes nuls             | Votes nuls             | 92    | 3,17  |  |  |
| Total                  | Total                  | Total                  | 2 905 | 100   |  |  |
| Abstention             | Abstention             | Abstention             | 4 981 | 63,16 |  |  |
| Inscrits/Participation | Inscrits/Participation | Inscrits/Participation | 7 886 | 36,84 |  |  |

|                        | Kevin Armstrong        | Indépendant            | 1 928 | 55,26 |  |  |
|                        | Stéphanie Fortin       | Indépendant            | 834   | 23,90 |  |  |
|                        | Réjean Hudon           | Indépendant            | 562   | 16,11 |  |  |
|                        | Pierre Bouchard        | Indépendant            | 165   | 4,73  |  |  |
|                        |                        |                        |       |       |  |  |
| Suffrages exprimés     | Suffrages exprimés     | Suffrages exprimés     | 3 489 | 99,01 |  |  |
| Votes nuls             | Votes nuls             | Votes nuls             | 35    | 0,99  |  |  |
| Total                  | Total                  | Total                  | 3 524 | 100   |  |  |
| Abstention             | Abstention             | Abstention             | 4 106 | 53,81 |  |  |
| Inscrits/Participation | Inscrits/Participation | Inscrits/Participation | 7 630 | 46,19 |  |  |

|          | Carl Dufour | Indépendant | Élu sans opposition | Élu sans opposition |  |  |  |
|          |             |             |                     |                     |  |  |  |
| Inscrits | Inscrits    | Inscrits    | 8 459               |                     |  |  |  |

|                        | Jean-Marc Crevier       | Indépendant                      | 2 452 | 64,21 |  |  |
|                        | Benoit Tremblay         | Équipe du renouveau démocratique | 920   | 24,09 |  |  |
|                        | Emmanuelle Côté-Gingras | Unissons Saguenay                | 447   | 11,70 |  |  |
|                        |                         |                                  |       |       |  |  |
| Suffrages exprimés     | Suffrages exprimés      | Suffrages exprimés               | 3 819 | 96,88 |  |  |
| Votes nuls             | Votes nuls              | Votes nuls                       | 123   | 3,12  |  |  |
| Total                  | Total                   | Total                            | 3 942 | 100   |  |  |
| Abstention             | Abstention              | Abstention                       | 4 208 | 51,63 |  |  |
| Inscrits/Participation | Inscrits/Participation  | Inscrits/Participation           | 8 150 | 48,37 |  |  |

#### Chicoutimi
|                        | Serge Gaudreault       | Indépendant            | 2 474 | 57,36 |  |  |
|                        | Marc Pettersen         | Indépendant            | 1 839 | 42,64 |  |  |
|                        |                        |                        |       |       |  |  |
| Suffrages exprimés     | Suffrages exprimés     | Suffrages exprimés     | 4 313 | 98,00 |  |  |
| Votes nuls             | Votes nuls             | Votes nuls             | 88    | 2,00  |  |  |
| Total                  | Total                  | Total                  | 4 401 | 100   |  |  |
| Abstention             | Abstention             | Abstention             | 4 590 | 51,05 |  |  |
| Inscrits/Participation | Inscrits/Participation | Inscrits/Participation | 8 991 | 48,95 |  |  |

|                        | Mireille Jean          | Indépendant                      | 1 624 | 45,50 |  |  |
|                        | Joan Simard            | Indépendant                      | 929   | 26,03 |  |  |
|                        | Julie Morin            | Équipe du renouveau démocratique | 623   | 17,46 |  |  |
|                        | France Tremblay        | Indépendant                      | 240   | 6,72  |  |  |
|                        | Éliane Carrier         | Unissons Saguenay                | 153   | 4,29  |  |  |
|                        |                        |                                  |       |       |  |  |
| Suffrages exprimés     | Suffrages exprimés     | Suffrages exprimés               | 3 569 | 98,16 |  |  |
| Votes nuls             | Votes nuls             | Votes nuls                       | 67    | 1,84  |  |  |
| Total                  | Total                  | Total                            | 3 636 | 100   |  |  |
| Abstention             | Abstention             | Abstention                       | 4 931 | 57,56 |  |  |
| Inscrits/Participation | Inscrits/Participation | Inscrits/Participation           | 8 567 | 42,44 |  |  |

|                        | Michel Tremblay        | Indépendant            | 2 599 | 70,09 |  |  |
|                        | Mario Gagnon           | Indépendant            | 910   | 24,54 |  |  |
|                        | Jean-Benoît Roussel    | Unissons Saguenay      | 199   | 5,37  |  |  |
|                        |                        |                        |       |       |  |  |
| Suffrages exprimés     | Suffrages exprimés     | Suffrages exprimés     | 3 708 | 98,12 |  |  |
| Votes nuls             | Votes nuls             | Votes nuls             | 71    | 1,88  |  |  |
| Total                  | Total                  | Total                  | 3 779 | 100   |  |  |
| Abstention             | Abstention             | Abstention             | 4 516 | 54,44 |  |  |
| Inscrits/Participation | Inscrits/Participation | Inscrits/Participation | 8 295 | 45,56 |  |  |

|                        | Jacques Cleary         | Indépendant                      | 1 833 | 42,79 |  |  |
|                        | Caroline Thériault     | Équipe du renouveau démocratique | 1 019 | 23,79 |  |  |
|                        | Jocelyn Robert         | Indépendant                      | 771   | 18,00 |  |  |
|                        | Jacques Pelletier      | Indépendant                      | 661   | 15,43 |  |  |
|                        |                        |                                  |       |       |  |  |
| Suffrages exprimés     | Suffrages exprimés     | Suffrages exprimés               | 4 284 | 97,67 |  |  |
| Votes nuls             | Votes nuls             | Votes nuls                       | 102   | 2,33  |  |  |
| Total                  | Total                  | Total                            | 4 386 | 100   |  |  |
| Abstention             | Abstention             | Abstention                       | 4 869 | 52,61 |  |  |
| Inscrits/Participation | Inscrits/Participation | Inscrits/Participation           | 9 255 | 47,39 |  |  |

|                        | Marc Bouchard          | Équipe du renouveau démocratique | 1 654 | 42,63 |  |  |
|                        | Louise Blanchette      | Indépendant                      | 1 092 | 28,14 |  |  |
|                        | Marie Brunelle         | Indépendant                      | 843   | 21,73 |  |  |
|                        | Philippe Robert        | Unissons Saguenay                | 291   | 7,50  |  |  |
|                        |                        |                                  |       |       |  |  |
| Suffrages exprimés     | Suffrages exprimés     | Suffrages exprimés               | 3 880 | 97,46 |  |  |
| Votes nuls             | Votes nuls             | Votes nuls                       | 101   | 2,54  |  |  |
| Total                  | Total                  | Total                            | 3 981 | 100   |  |  |
| Abstention             | Abstention             | Abstention                       | 4 272 | 51,76 |  |  |
| Inscrits/Participation | Inscrits/Participation | Inscrits/Participation           | 8 253 | 48,24 |  |  |

|                        | Michel Potvin          | Indépendant            | 2 514 | 54,29 |  |  |
|                        | Andrée-Anne Brillant   | Unissons Saguenay      | 2 117 | 45,71 |  |  |
|                        |                        |                        |       |       |  |  |
| Suffrages exprimés     | Suffrages exprimés     | Suffrages exprimés     | 4 631 | 96,76 |  |  |
| Votes nuls             | Votes nuls             | Votes nuls             | 155   | 3,24  |  |  |
| Total                  | Total                  | Total                  | 4 786 | 100   |  |  |
| Abstention             | Abstention             | Abstention             | 4 513 | 48,53 |  |  |
| Inscrits/Participation | Inscrits/Participation | Inscrits/Participation | 9 299 | 51,47 |  |  |

#### La Baie
|          | Raynald Simard | Indépendant | Élu sans opposition | Élu sans opposition |  |  |  |
|          |                |             |                     |                     |  |  |  |
| Inscrits | Inscrits       | Inscrits    | 4 475               |                     |  |  |  |

|                        | Éric Simard            | Indépendant            | 1 562 | 62,73 |  |  |
|                        | Josépier Guillot       | Unissons Saguenay      | 481   | 19,32 |  |  |
|                        | Réjean Boulianne       | Indépendant            | 447   | 17,95 |  |  |
|                        |                        |                        |       |       |  |  |
| Suffrages exprimés     | Suffrages exprimés     | Suffrages exprimés     | 2 490 | 97,88 |  |  |
| Votes nuls             | Votes nuls             | Votes nuls             | 54    | 2,13  |  |  |
| Total                  | Total                  | Total                  | 2 544 | 100   |  |  |
| Abstention             | Abstention             | Abstention             | 2 729 | 51,75 |  |  |
| Inscrits/Participation | Inscrits/Participation | Inscrits/Participation | 5 273 | 48,25 |  |  |

|                        | Martin Harvey          | Indépendant            | 1 685 | 73,42 |  |  |
|                        | Martial Laberge        | Indépendant            | 610   | 26,58 |  |  |
|                        |                        |                        |       |       |  |  |
| Suffrages exprimés     | Suffrages exprimés     | Suffrages exprimés     | 2 295 | 97,49 |  |  |
| Votes nuls             | Votes nuls             | Votes nuls             | 59    | 2,51  |  |  |
| Total                  | Total                  | Total                  | 2 354 | 100   |  |  |
| Abstention             | Abstention             | Abstention             | 2 439 | 50,89 |  |  |
| Inscrits/Participation | Inscrits/Participation | Inscrits/Participation | 4 793 | 49,11 |  |  |

## Élection partielle en cours de mandat
- Démission d'Éric Simard, conseiller district 14, en février 2022 pour raisons personnelles[2].

- Élection de Jean Tremblay au poste de conseiller district 14 le 8 mai 2022[3].

|                        | Jean Tremblay          | Indépendant            | 690   | 38,66 |  |  |
|                        | Francyne T. Gobeil     | Indépendant            | 461   | 25,83 |  |  |
|                        | Ghislain Harvey        | Indépendant            | 352   | 19,72 |  |  |
|                        | Christian Joncas       | Indépendant            | 143   | 8,01  |  |  |
|                        | Éden Tremblay          | Unissons Saguenay      | 139   | 7,79  |  |  |
|                        |                        |                        |       |       |  |  |
| Suffrages exprimés     | Suffrages exprimés     | Suffrages exprimés     | 1 785 | 99,28 |  |  |
| Votes nuls             | Votes nuls             | Votes nuls             | 13    | 0,72  |  |  |
| Total                  | Total                  | Total                  | 1 798 | 100   |  |  |
| Abstention             | Abstention             | Abstention             | 3 448 | 65,73 |  |  |
| Inscrits/Participation | Inscrits/Participation | Inscrits/Participation | 5 246 | 34,27 |  |  |